# 지팡구·오오키니 대작전/꿈을 안고
〈지팡구·오오키니 대작전/꿈을 안고〉(ジパング・おおきに大作戦/夢を抱きしめて 지팡구·오오키니다이사쿠센/유메오다키시메테[*])는 쟈니즈WEST의 2번째 싱글이다.

## 개요
전작 〈좋지 않은가〉로부터 약 6개월 만의 싱글이다.

## 수록곡

### 초회반 A
CD
1. ジパング・おおきに大作戦 / 지팡구·오오키니 대작전
작사·작곡·편곡: 이치카와 요시야스, 마시코 타츠로, ha-j
2. 夢を抱きしめて / 꿈을 안고
작사: canna / 작곡: Shusui, RAAY, ART HUNTER / 편곡: RAAY
  - MBS/TBS 계열 심야 드라마 《어게인!!》 주제가
3. ジパング・おおきに大作戦 (オリジナル・カラオケ)
4. 夢を抱きしめて(オリジナル・カラオケ)

DVD
1. 〈ジパング・おおきに大作戦〉 Music Clip & Making

### 초회반 B
CD
1. ジパング・おおきに大作戦 / 지팡구·오오키니 대작전
2. 夢を抱きしめて / 꿈을 안고
3. ジパング・おおきに大作戦 (オリジナル・カラオケ)
4. 夢を抱きしめて(オリジナル・カラオケ)

DVD
1. 〈夢を抱きしめて〉 Music Clip & Making

### 초회반 C
1. ジパング・おおきに大作戦 / 지팡구·오오키니 대작전
2. 夢を抱きしめて / 꿈을 안고
3. WESTERN PARADE
작사: Shusui / 작곡·편곡: Shusui, Fredrik Hult, Carl Utbult
4. Can't stop
작사: zopp / 작곡: Takuya Harada, STEVEN LEE, Goldfingerz / 편곡: 스즈키 마사야

### 통상반
1. ジパング・おおきに大作戦 / 지팡구·오오키니 대작전
2. 夢を抱きしめて / 꿈을 안고
3. SUPERSTAR
작사: Shusui, 시모지 유, Litz, 호리에 리사 / 작곡: Shusui, Matjaz Vlasic, Bostjan Grabnar / 편곡: Matjaz Vlasic, Bostjan Grabnar
  - MBS/TBS 계열 심야 드라마 《어게인!!》 오프닝 곡
4. for now and forever
작사: 케리 / 작곡: Anders Dannvik, Randy Goodrum / 편곡: CHOKKAKU